# Kabinett Balbo
Das Kabinett Balbo regierte das Königreich Sardinien-Piemont vom 16. März bis zum 27. Juli 1848. König Karl Albert hatte im Revolutionsjahr 1848 am 4. März mit dem Statuto Albertino eine Verfassung oktroyiert. Auf dieser Grundlage ernannte er Cesare Balbo zum Ministerpräsidenten. Dieses Amt des Ministerpräsidenten sah die neue Verfassung eigentlich nicht vor, weil verfassungsgemäß der König mit seinen Ministern die Regierung bilden sollte. Der König ließ nicht nur einen Ministerpräsidenten zu, sondern auch die Abhängigkeit der Regierung vom Vertrauen des Parlaments. Damit war Sardinien-Piemont (und das daraus 1861 entstandene Königreich Italien) nicht mehr nur eine konstitutionelle, sondern de facto eine parlamentarische Monarchie und blieb es trotz der reaktionären Bewegungen in etlichen anderen Staaten Europas auch.
Als das Parlament Balbo bereits am 5. Juli 1848 das Misstrauen aussprach, reichte er seinen Rücktritt ein, blieb aber noch bis zur Übernahme durch das folgende Kabinett geschäftsführend im Amt. Innerhalb eines Jahres folgten auf das Kabinett Balbo sechs weitere Kabinette, die die neue Verfassung im Grunde ablehnten. Ab 1849 stabilisierte sich die politische Lage, erst unter Massimo d’Azeglio und dann unter Camillo Benso von Cavour.

## Minister

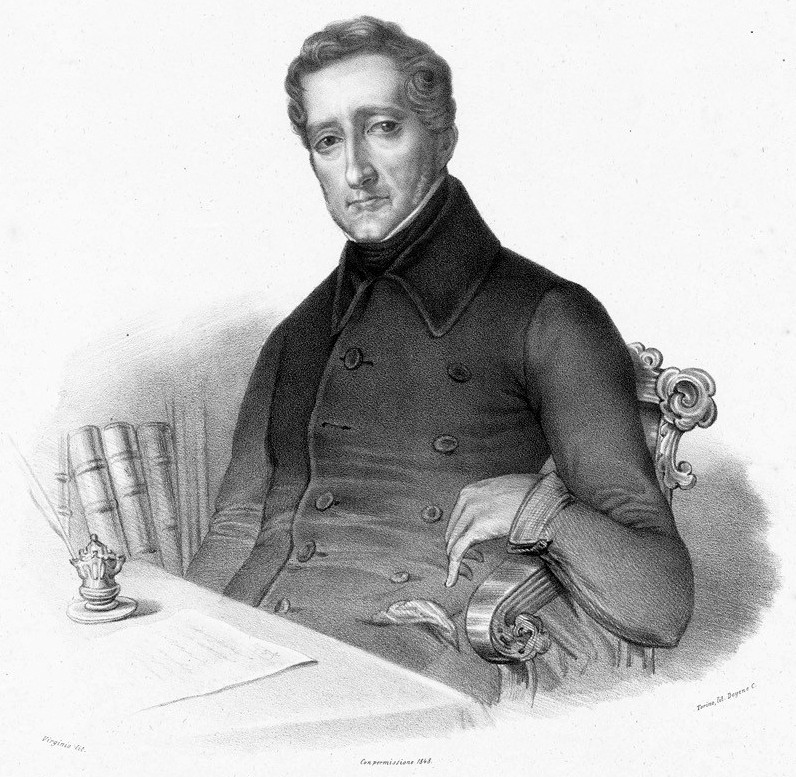
Cesare Balbo

| Ministerien                       | Name                                 |
| --------------------------------- | ------------------------------------ |
| Ministerpräsident                 | Cesare Balbo                         |
| Äußeres                           | Vincenzo Ricci                       |
| Inneres                           | Lorenzo Pareto                       |
| Justiz und Kirchenangelegenheiten | Federigo Sclopis                     |
| Krieg                             | Antonio Franzini                     |
| Finanzen                          | Ottavio Thaon di Revel               |
| Öffentliche Arbeiten              | Luigi des Ambrois de Nevache         |
| Bildung                           | Carlo Bon Compagni di Mombello       |
| Ohne Geschäftsbereich             | Vincenzo Gioberti (ab 20. Juli 1848) |